# Хикикомори
Хикикомори (на японски: ひきこもり или 引き籠もり) е термин, използван за обозначаване на социален феномен в японското общество, който представлява оттеглянето от социален живот на предимно млади хора, които достигат до екстремни степени на изолация, често ненапускащи дома си в продължение на месеци, а понякога и години. Като хикикомори се определят личности, които са считани за самотници, аутсайдери и саможиви. Японското министерство на здравеопазването определя като хикикомори личности, които се изолират от обществото в домовете си за период надвишаващ 6 месеца.
Най-често като хикикомори са определяни личности от мъжки пол, но се предполага, че голяма част от тях са и жени, защото оттеглянето от социален живот на жените в японското общество се счита за нещо непредизвикващо притеснения и често не се забелязва.
Предполага се, че причините за изолирането на голяма част от младите хора в Япония се коренят в японската култура, образователната система, икономическото състояние на страната, както и на факта, че голяма част от тези младежи вероятно страдат от аутизъм, социална тревожност, шизофрения или други психични заболявания.